# Chiesa della Madonna del Segno
La chiesa della Madonna del Segno (in russo Знаменская церковь?) è una delle chiese più antiche della città di Barnaul, in Russia.

## Storia e descrizione

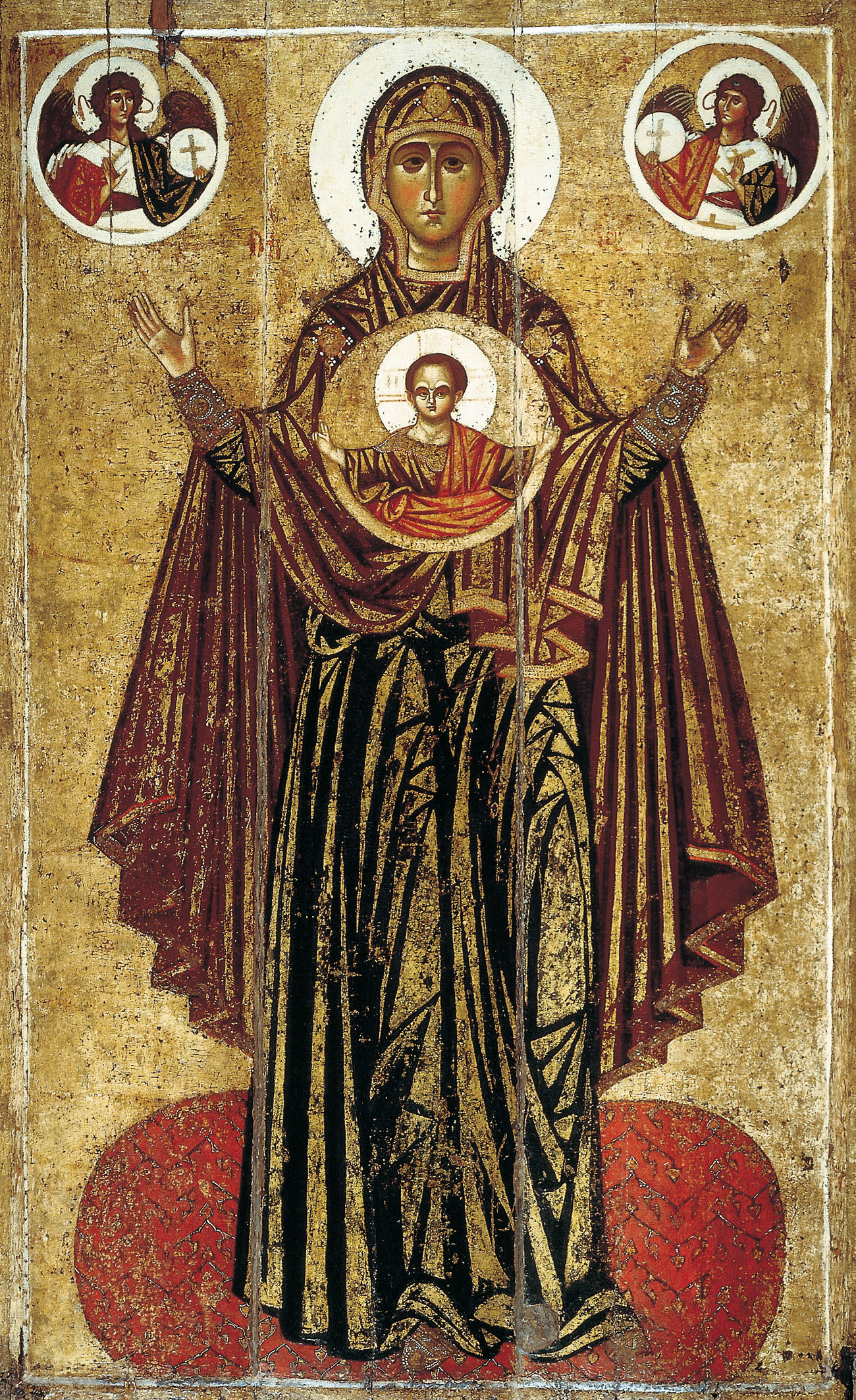
La Madonna del Segno

La prima chiesa a sorgere nel sito dell'attuale struttura fu un tempio in legno consacrato il 24 giugno 1754 e dedicato ai santi Zaccaria ed Elisabetta. Già nel 1772 fu sollevata la questione della necessità di costruire una nuova chiesa per sostituire la fatiscente struttura. Grazie ad una raccolta di fondi, nel 1778 l'architetto I. Černicyn (allievo dell'inventore Ivan Polzunov) poté ricostruire l'edificio, ancora una volta con l'utilizzo del legno.
Il progetto di costruzione di una chiesa in pietra venne proposto nel 1844 da una commissione provinciale di Tomsk, ma l'idea non fu portata avanti. Qualche anno più tardi, nell'agosto 1852, un gruppo di cittadini di Barnaul ottenne dal vescovo di Tomsk Afanasij l'autorizzazione a costruire una nuova chiesa consacrata alla santa icona della Madonna del Segno.
I lavori iniziarono nel 1853 e si conclusero nel 1858. A fianco dell'edificio fu costruita una torre campanaria a tre piani dotata di 12 campane. La chiesa ricevette in dono una serie di icone provenienti dal monastero della Dormizione di Dalmatovo. Nel 1916 accanto alla chiesa fu costruita una cappella in ricordo del trecentesimo anniversario della dinastia Romanov.
Nei primi anni trenta la chiesa fu guidata da un sacerdote, Iakov Maskaev, che varie volte era entrato in contrasto con le autorità atee dell'Unione Sovietica e che alla fine del 1937 fu arrestato. L'11 aprile 1939 l'edificio fu chiuso al culto e nello stesso anno furono distrutte le cupole ed il campanile. Poco dopo la struttura divenne sede di un archivio.
L'edificio fu restituito alla sua destinazione originaria solo nel 1992. Sotto la guida dell'arciprete Michail Kapranov furono avviati i lavori di restauro. Il ritorno effettivo ai servizi di culto avvenne nel 1994. L'anno precedente fu costruita una nuova cappella consacrata a San Giovanni di Kronstadt, in aggiunta a quelle di San Nicola e dei santi Zaccaria ed Elisabetta.
Il 24 ottobre 2008 furono avviati i lavori per riportare l'edificio alla sua fisionomia originaria, attraverso la ricostruzione delle 5 cupole e del campanile. La cupola centrale fu installata il 23 maggio 2009, mentre il 19 gennaio 2012 è stato ultimato il campanile.